# Aprasia picturata
Aprasia picturata là một loài thằn lằn trong họ Pygopodidae. Loài này được Smith & Henry miêu tả khoa học đầu tiên năm 1999.